# Коковинские
Коковинские (пол. Kokowiński) — дворянский род, происходящий от Ивана Васильевича Коковинского, владевшего поместьями в Московском уезде (1549).
Из его внуков Богдан Андреевич воевода в Томске (1650—1656), после него там же был воеводой его племянник Алексей Кириллович Коковинский (1656—1670). Николай Никитич Коковинский генерал-поручик и московский обер-комендант (1787).
Род Коковинских был внесён в VI часть дворянской родословной книги Московской губернии Российской империи.

## Описание герба
В щите, имеющем голубое поле, изображён золотой Крест и золотая же Подкова шипами вверх обращённая.
Щит увенчан дворянскими шлемом и короной. Нашлемник: Птица, имеющая в правой Лапе Подкову
и Крест. Намёт на щите голубой, подложенный золотом. Герб рода Коковинских внесён в Часть 4 Общего гербовника дворянских родов Всероссийской империи, страница 79.

## Известные представители
- Коковинский Богдан Андреевич — воевода в Тетюшках (1627—1630), в Пустозерском остроге (1642—1647), московский дворянин (1627—1640).
- Коковинский Семён Андреевич — московский дворянин (1627—1640).
- Коковинский Алексей Андреевич — воевода в Гремячем (1638—1639), московский дворянин (1636—1658).
- Коковинский Алексей Александрович — письменный голова, воевода в Тобольске (1646).
- Коковинский Богдан Алексеевич — воевода в Томске (1649—1652).
- Коковинский Алексей Кириллович — воевода в Томске (1656)[1].
- Коковинские: Степан, Осип и Иван Семёновичи — стряпчие (1658).
- Коковинский Иов Семёнович — стряпчий (1676), дворянин московский (1692).
- Коковинский Алексей Осипович — стольник (1680—1692).
- Коковинский Никита Осипович — стольник (1686—1692).
- Коковинский Фёдор Иевлевич — стольник царицы Прасковьи Фёдоровны (1686—1692)[2].